# Nova Ordem Mundial da Informação e Comunicação
Nota: Para outros significados de Nova Ordem Mundial, ver Nova Ordem Mundial (desambiguação)
A Nova Ordem Mundial da Informação e Comunicação é um projeto internacional de reorganização dos fluxos globais de informação por meio de diversas ações de governo e do terceiro setor.
A iniciativa foi lançada no início dos anos 1970, isto é durante a guerra fria, pelo movimento dos Países Não-Alinhados e recebeu o apoio da Unesco. Em 1977, uma comissão internacional desta organização iniciou um estudo sobre os problemas da Comunicação no mundo e produziu três anos depois um documento — o Relatório MacBride — propondo mudanças e estratégias para redistribuir e equilibrar os fluxos de informação entre países ricos e subdesenvolvidos. No entanto, a forte oposição por parte das organizações privadas de mídia, a partir de então, acabou relegando o projeto ao esquecimento. Nas décadas seguintes, a Unesco praticamente substituiu a NOMIC em sua agenda política por outros temas, como democratização da comunicação, sociedade da informação e inclusão digital.